# رولاند جاربر
رولاند جاربر (بالألمانية: Roland Garber)‏ هو دراج نمساوي، ولد في 27 أغسطس 1972 في فيينا في النمسا.

## وصلات خارجية
- رولاند جاربر على موقع أرشيف الدراجات (الإنجليزية)
- رولاند جاربر على موقع إحصائيات الدراجات الإحترافية (الإنجليزية)
- رولاند جاربر على موقع أوليمبيديا (الإنجليزية)